# Rolland Courbis
Pour les articles homonymes, voir Courbis.
Rolland Courbis, né le 12 août 1953 à Marseille, est un footballeur français devenu entraîneur et animateur radio. Il évolue au poste de défenseur du début des années 1970 au milieu des années 1980. Formé à l'Olympique de Marseille avec lequel il est champion de France en 1972, il joue ensuite notamment au FC Sochaux-Montbéliard, à l'AS Monaco, où il remporte deux nouveaux titres de champion en 1978 et 1982 et au Sporting Toulon.
Reconverti entraîneur, il dirige plusieurs clubs dont les Girondins de Bordeaux, le Toulouse FC, l'Olympique de Marseille, avec lequel il est finaliste de la Coupe UEFA en 1999, l'AC Ajaccio, le Montpellier HSC ou encore l'USM Alger.
Il est consultant et animateur radio sur RMC depuis 2005 tout en continuant son activité d'entraîneur.

## Biographie
Natif de Marseille, Rolland Courbis grandit entre Saint-Antoine et les Aygalades dans les quartiers Nord.
Ce fils de policier joue à l'US Police avant de se faire repérer par l'OM en 1966 à 13 ans alors que le petit Rolland finit meilleur joueur après un tournoi pupilles.
En 1969, à l'âge de 16 ans, Mario Zatelli l'intègre dans le groupe pro en compagnie d'autres jeunes comme Albert Emon. Rolland Courbis est alors obligé de faire croire à Zatelli qu'il n'a pas école pour pouvoir s'entraîner avec les stars Roger Magnusson, Josip Skoblar, Joseph Bonnel ou encore Charly Loubet.

## Carrière de joueur

### Débuts à l'Olympique de Marseille et à l'AC Ajaccio (1971-1973)
Formé à l'Olympique de Marseille, limité techniquement mais assez dur sur l'homme et solide en un contre un, il joue quelques matchs lors de la saison du doublé. Mais lors de l'été 1972, il est échangé avec quatre autres joueurs (Lambert Verdonk, Michel Albaladéjo, André Bodji et Robert Buigues) contre Marius Trésor, qui évolue à l'AC Ajaccio.
En Corse, Rolland trouve une certaine qualité de vie ainsi que du temps de jeu. Sa mentalité colle bien à l'équipe et à la culture corse. Dans l'équipe on retrouve Claude Le Roy, René Le Lamer ou François M'Pelé. L'équipe termine lanterne rouge et Rolland doit quitter le club.

### Départ en Grèce vers l'Olympiakos (1973-1974)
En 1973, il signe dans le club grec de l'Olympiakos, à une époque où seuls les joueurs grecs ou d'origine grecque peuvent jouer en Grèce. Il s'invente donc un grand-père supposément originaire de Salonique.

### Retour en France au FC Sochaux (1974-1977)

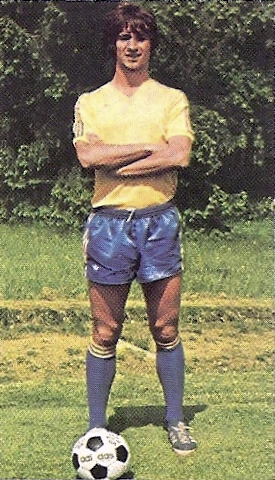
Rolland Courbis en 1976.

Au bout d'une saison, Courbis rentre au pays, à Sochaux en 1974 l'année de l'inauguration d'un centre de formation qui porte ses fruits assez rapidement, révélant des joueurs tels que Philippe Anziani, Yannick Stopyra, Bernard Genghini ou Joël Bats qui feront les beaux jours du club et de l'équipe de France. La première saison est très dure et le club échappe de peu à la descente.
Et la deuxième saison, c'est la résurrection, le club finit à la 3e place en championnat cette saison le club bat son record d'affluence avec 20 886 spectateurs pour la réception de l'AS Saint-Étienne. Ses bonnes performances lui valent d'être appelé par Henri Guérin en équipe de France A' le 27 mars 1976 face au Luxembourg. Puis la même année, il est sélectionné chez les A pour un match contre la Pologne en profitant des absences de Marius Trésor et Christian Lopez mais ne jouera pas car Michel Hidalgo lui préfère une charnière Patrice Rio-Carlos Curbelo.

### Poursuite à l'AS Monaco (1977-1982)
En 1977, il retourne dans le sud et rejoint l'AS Monaco promu en Division 1. Lors de sa première saison, il obtient le titre de Champion de France en 1978 avec des joueurs tels que Christian Dalger, Jean-Luc Ettori, Jean Petit et surtout Delio Onnis.
Les années 1980 seront caractéristiques entre une équipe de très bon niveau au classement national, fournissant et attirant de nombreux joueurs de l'équipe de France (Bruno Bellone et Manuel Amoros entre autres), et une équipe inexistante sur la scène européenne. Lorsque Gérard Banide est l'entraîneur de Monaco, le club remporte la Coupe de France en 1980 aux dépens de l'US Orléans (Rolland étant blessé ne dispute pas la finale), une stabilité en haut du tableau national (3 places de 4e) ainsi qu'un titre de championnat en 1982.

### Fin de carrière au SC Toulon (1982-1985)
Après cinq ans à Monaco où il aura gagné deux titres de champion et une coupe de France, il rejoint le SC Toulon en 1982. Grâce notamment à son expérience en défense, à l'efficacité de Christian Dalger en attaque et au talent du meneur Alain Bénédet, le Sporting est de nouveau promu en première division en 1983, en terminant premier du groupe B, devant le Stade de Reims, grâce à une victoire sur le terrain de Grenoble lors de la dernière journée (1-5).
Lors de la saison 1983-1984, Toulon arrache son maintien grâce notamment aux 21 buts de Delio Onnis, meilleur buteur du championnat. Le club accède de nouveaux aux demi-finales de la Coupe de France mais est battu par l'AS Monaco (1-4, 2-1). Le 8 novembre 1983, le club quitte le stade de Bon Rencontre pour le stade Mayol, qui a été rénové, et joue un match de gala contre le club ouest-allemand du Borussia Mönchengladbach, perdu 8-4. En 1984, le club est rebaptisé Sporting Club Toulon Var. La saison 1985 voit les Toulonnais obtenir d'excellents résultats, par exemple la victoire écrasante sur le Paris Saint Germain (5-1). Encore troisièmes au soir de la 31e journée, ils connaissent en avril trois défaites d'affilée (dont une face à l'AS Monaco, un but à zéro, devant les 18 000 spectateurs du stade Mayol, record d'affluence du club), qui les relèguent à la cinquième place, encore qualificative pour la Coupe d'Europe, avant la dernière journée. Mais une dernière défaite à domicile face au FC Nantes (1-2) les pousse au sixième rang à un point du FC Metz et les prive de compétition continentale.

## Palmarès de joueur
- Champion de France en 1972 avec l'Olympique de Marseille, en 1978 et 1982 avec l'AS Monaco
- Champion de Grèce en 1974 avec l'Olympiakos
- Vainqueur de la Coupe de France en 1972 avec l'Olympique de Marseille et en 1980 avec l'AS Monaco (ne joue pas les finales)
- Vice-champion de France de D2 en 1983 avec le SC Toulon
- Finaliste du Challenge des champions en 1972 avec l'Olympique de Marseille

## Carrière d'entraîneur

### Entraîneur puis manager général au SC Toulon (1986-1991)
Un an après avoir mis un terme à sa carrière de joueur, Rolland Courbis revient au club de Toulon au mois d'octobre en tant qu'entraîneur en remplaçant Paul Orsatti en plein championnat 1986-1987. Il réussit à éviter la descente en deuxième division en obtenant la deuxième place lors du classement officieux des matches retours de la saison.
La saison suivante en 1988, il réalise la meilleure saison de l'histoire du club en finissant à la cinquième place du championnat avec une génération dorée comprenant des joueurs comme David Ginola, Bernard Casoni ou Bernard Pardo. Mais en Coupe de France, Toulon se fait éliminer aux tirs au but en seizièmes de finale contre Sète après une interminable séance de tirs. À l'issue de cette saison, le président du Paris Saint-Germain Francis Borelli lui propose un poste d'entraîneur dans le club de la capitale, mais il refuse car il ne se sentait pas capable d'entraîner un club de haut niveau comme le PSG.
La saison suivante est décevante avec une 11e place en championnat, certainement due en partie aux départs de David Ginola et Bernard Casoni vers le Matra Racing et la retraite professionnelle à la suite de blessures à répétitions de Laurent Paganelli.
La saison 1989-1990 sera celle du retour du Sporting au Stade de Bon Rencontre sous la demande de Rolland Courbis et du diffuseur officiel du championnat Canal+. Mais sous la pression des élus locaux, cela ne dure que huit matches et Courbis qui voulait un stade complètement consacré au football échange son poste d'entraîneur en février contre celui de manager général. C'est alors la légende Delio Onnis qui est nommé à son poste.
Il est aussi agent de joueurs et joue sur tous les registres. Le club varois connaît dès une des spécificités de la gestion Courbis avec des transferts très nombreux, très rapides et très opaques détenant par ailleurs le record du nombre de joueurs transférés. Rolland Courbis, étant conseiller du président de l'OM Bernard Tapie, de nombreux joueurs vont et viennent ainsi entre Toulon et Marseille (Joseph-Antoine Bell, Bernard Casoni, Pascal Olmeta, Bernard Pardo, Bruno Germain, Frédéric Meyrieu, Franck Passi, Philippe Thys, Patrice Eyraud, Leonardo Rodríguez, Gérard Bernardet, Daniel Xuereb…).
Les déboires extra-sportifs font surface, Rolland Courbis est incarcéré le 12 octobre 1990 à la suite de l'affaire de la caisse noire de Toulon. Il sort de prison le 18 janvier 1991 et reprend ses fonctions de manager général au sein du club toulonnais jusqu'à la fin du championnat.

### Relance à l'US Endoume (1991-1992)
À l'issue de la saison, il décide de quitter le club varois et se fait oublier en partant entraîner le club d'Endoume (quartier de Marseille) en Division 3 avec des joueurs comme José Anigo, Didier Wacouboué, Jean-Charles De Bono ou Laurent Spinosi.

### Premier épisode aux Girondins De Bordeaux (1992-1994)
Après des déboires judiciaires et une pige en amateur. Alain Afflelou vient le repêcher en 1992. L'homme d'affaires a repris les Girondins de Bordeaux qui viennent de remonter en première division après une saison en deuxième division. Il cherche un entraîneur. On lui présente Courbis :

« Dès le premier entretien, il m'a mis au courant de ses casseroles. J'ai découvert quelqu'un de bien, un homme charismatique, séducteur, malin, mais aussi timide et pudique. Lorsque mon fils s'est retrouvé dans le coma, après un accident de la route, il me téléphonait cinq fois par jour. »

— Alain Afflelou
En deux saisons, il fait deux remarquables saisons : 4e en 1993 derrière l'Olympique de Marseille (qui ne sera pas champion à cause de l'affaire VA-OM), le Paris Saint-Germain et l'AS Monaco, c'est d'ailleurs lors de cette saison que Gaëtan Huard garde sa cage inviolée pendant 1176 minutes, soit plus de 13 matches, établissant ainsi le record d'invincibilité pour un gardien de but en Championnat de France et également 4e en 1994 avec le même nombre de points que le troisième Auxerre derrière le PSG et l'OM.
Il ne veut pas commenter les raisons qui ont poussé Alain Afflelou à ne pas renouveler son contrat alors qu'il pense avoir « correctement rempli sa mission » avec la qualification de Bordeaux pour la Coupe UEFA une deuxième année consécutive mais toutefois il lance le mémorable :

« Je remercie joueurs, supporters, sponsors, partenaires élus et dirigeant, qui durant deux saisons, m'ont soutenu avec sincérité, et même à ceux qui ont fait semblant... »

— Rolland Courbis

### La pige au Toulouse FC (1994-1995)
Il effectue ensuite un passage à Toulouse en deuxième division lors de la saison 1994-1995. Terminant 4e mais miné par sa réputation toulonnaise, il démissionne la saison suivante.

### Second épisode aux Girondins De Bordeaux (1996-1997)
Après presque une saison d'inactivité il retrouve le banc et la 1re division. Le nouveau président Jean-Louis Triaud et Bordeaux finaliste de la Coupe UEFA en titre font à nouveau appel à Courbis.
Il tente de relancer l'ancienne star du football français Jean-Pierre Papin et mise sur des espoirs comme Ibrahim Ba ou Johan Micoud.
Avec une défaite en finale de Coupe de la Ligue et une belle quatrième place en championnat, son retour à Bordeaux est réussi.

### Finaliste de la Coupe UEFA et vice-champion de France avec l'Olympique De Marseille (1997-1999)
Rolland Courbis débarque à l'Olympique de Marseille pendant l'été 1997 nommé par le nouvel actionnaire Robert Louis-Dreyfus, pour beaucoup, c'est le retour de l'enfant prodigue. Il fait signer alors Laurent Blanc, Claude Makelele ou Titi Camara puis Fabrizio Ravanelli et Christophe Dugarry au mercato d'hiver. Cette saison permet au club de retrouver la coupe d'Europe et la coupe UEFA grâce à l'obtention de la quatrième place en championnat, meilleure performance du club depuis la remontée.
La saison suivante, l'OM fête son centenaire et Courbis investit dans de nombreux joueurs de talents : Robert Pirès, Florian Maurice, Daniel Bravo et Jocelyn Gourvennec. Étant encore proche de Bordeaux, Patrick Blondeau et Peter Luccin arrivent alors à l'OM et rejoignent ainsi d'anciens girondins Cyril Domoraud et Patrick Colleter qui étaient arrivés un an auparavant. À force d'user de son influence et de ses réseaux, il a fini par essaimer des joueurs à travers toute la France. Au point de menacer, selon certains, l'équité du championnat. Le président de la Ligue nationale de football Noël Le Graët a convoqué Courbis :

« Je lui ai demandé de choisir entre son métier d'entraîneur et celui d'agent. Que dirait-on d'un PDG qui managerait la carrière des plus hauts cadres de l'entreprise concurrente ? À l'OM, en revanche, il peut faire ce qu'il veut. »

— Noël Le Graët
En début de saison, Courbis décide de confier le but à Stéphane Porato venu en provenance de l'AS Monaco (seulement 15 matchs en L1) au détriment d'Andreas Köpke. Lors de la 3e journée, l'OM affronte Montpellier au Stade Vélodrome, ils sont menés 0-4 à la mi-temps ! Dans les tribunes, on réclame la tête des joueurs, du président et de l'entraîneur mais Courbis garde son sang-froid dans les vestiaires et dit à ses hommes :

« Imaginez qu'on joue à la pétanque. On est mené 12-0. Mais la partie est en 13 points. Alors, maintenant, soit on jette les boules à la mer, soit on gagne 13 à 12. »

— Rolland Courbis
À la fin du match, les Olympiens parviennent à s'imposer 5-4. Cette saison-là, il perd le titre de champion à la dernière journée au profit de son ancien club Bordeaux, il parvient tout de même à la deuxième place du championnat ce qui permet à l'OM de retrouver la Ligue des champions pour la première fois depuis 1993, avec à la clé une moyenne record de points par match pour un dauphin (2,09, soit 71 points après 34 journées). Il atteint également la finale de la Coupe UEFA 1999, qu'il perd contre le Parme AC (3-0) avec une équipe décimée sans la moitié de ses joueurs de champ titulaires Éric Roy, William Gallas, Peter Luccin et surtout Christophe Dugarry et Fabrizio Ravanelli.
Pour sa troisième saison au club, il renforce son effectif par plusieurs joueurs issus du championnat de France : Stéphane Dalmat, Sébastien Pérez, Éric Decroix, Lilian Martin ou Lamine Diatta. Ce qui déplaît aux autres équipes de D1.

« Être agent de joueur quand on est entraîneur, ce n'est pas sain. Dans une entreprise, toucher à la valeur individuelle de ceux avec qui on travaille, cela s'appelle de l'abus de bien social. »

— Jean-Michel Aulas
Il va néanmoins chercher Ibrahima Bakayoko, Iván de la Peña et Kaba Diawara à l'étranger. Dans le même temps, Cyril Domoraud, Éric Roy, Titi Camara et Jocelyn Gourvennec quittent Marseille mais cette intersaison mouvementée est marquée par le départ de son capitaine et leader naturel Laurent Blanc.

« Nous avons joué avec beaucoup de plaisir avec Blanc pendant deux ans. Nous jouerons avec beaucoup de plaisir sans lui. »

— Rolland Courbis
À la reprise, quinze jours seulement après son arrivée, Lamine Diatta est étrangement transféré à Rennes. Idem pour Eric Decroix vendu à Montpellier deux mois après son arrivée. L'international argentin Eduardo Berizzo arrive alors en provenance de River Plate pour renforcer le secteur défensif ce qui fait de lui le troisième argentin de l'effectif avec les jeunes Daniel Montenegro et Pablo Calandria arrivés lors de la même intersaison.
En Ligue des champions, il bat au Vélodrome le champion d'Europe en titre Manchester United, mais les Marseillais se font éliminer lors de la seconde phase de poules. Il quitte donc Marseille en novembre 1999, victime d'un début de saison raté.

### Échec au RC Lens (2000-2001)
Il tente de se relancer en 2000 en signant au RC Lens. Mais il n'a jamais véritablement été adopté par le public lensois.
En février 2001, il est démis de ses fonctions à cause des mauvais résultats.

### Montée exceptionnelle en Ligue 1 puis maintien avec l'AC Ajaccio (2001-2003)
Il retrouve la Méditerranée en 2001 en partant entraîner l'AC Ajaccio, le club le plus modeste de Ligue 2, avec un budget d'à peine 4,5 millions d'euros. Il parvient à faire monter le club en Ligue 1 à l'issue du championnat de D2 trente ans après avoir quitté l'élite obtenant au passage le titre de champion de France de D2 à plusieurs journées de la fin. Avec des joueurs moyens et un stade vétuste, il ne se faisait guère d'illusions : 

« Cette aventure, c'est quand même une belle farce. Lors de ma dernière saison à Ajaccio comme joueur, on était descendus en D2. C'était en 1972, il y a pile trente ans. Pour 2002, j'y ai vu un présage. »

— Rolland Courbis
En 1992, Ajaccio évoluait en PHA, l'équivalent de la 7e division. Grâce à Michel Moretti, président du club, l'ACA vient tout juste d'engranger sa sixième accession en dix ans.
Mais dans un premier temps les Ajacciens ne seront pas sûrs d'évoluer en Ligue 1. Car il faut d'abord que leur stade, loin d'être conforme, soit homologué par la Ligue nationale de football (17 000 places au minimum et des conditions de sécurité, d'éclairage et d'accueil draconiennes) avant le début du championnat 2002-2003. Finalement la LFP acceptera qu'Ajaccio évolue dans son stade François-Coty d'une capacité de 8 219 places. L'autre problème de cette intersaison, c'est Rolland Courbis qui fait l'objet d'une information judiciaire concernant cinq transferts douteux du temps où il était entraîneur de l'Olympique de Marseille, il sera alors interdit du banc de touche ajaccien jusqu'à la trêve hivernale, dans l'intervalle, son adjoint Dominique Bijotat était sur le banc.
L'équipe réussit à se maintenir dans l'élite à un point du premier relégable Le Havre en profitant de la série de défaites du club normand qui perd huit de ses neuf derniers matchs.

### Exil à l'étranger avec Al-Wahda puis l'Alania Vladikavkaz (2003-2004)
En juin 2003, il quitte Ajaccio et vit sa première expérience à l'étranger aux Émirats arabes unis dans le club d'Al Wahda basé à Abou Dabi. Il quitte en novembre le club émirati.
En début d'année 2004, il se frotte aux frimas du championnat russe à Vladikavkaz qui évolue en première division. Alors qu'il est bien parti pour maintenir le club dans l'élite, il est contraint de quitter l'Ossétie, ne se sentant pas en sécurité à cause de la prise d'otages de Beslan qui a eu lieu a quinze kilomètres du centre d’entraînement de l'Alania Vladikavkaz

### Retour à l'AC Ajaccio (2004-2006)
Puis, fin 2004 il retourne à Ajaccio en remplaçant Dominique Bijotat (limogé pour mauvais résultats) pour l'exercice du championnat de France de football L1 2004-05 et parvient à assurer à nouveau le maintien finissant devant des équipes comme Bordeaux ou Nantes, en prenant 37 points en 27 matchs (contre 8 points en 11 matchs avant son arrivée).
À l'issue de la saison, dans l'émission Larqué Foot sur RMC, il donne son sentiment personnel sur l'arbitrage réservé à Ajaccio et annonce son départ devant l'acharnement dont le club corse serait apparemment victime. Il signe alors un pré-contrat avec Bordeaux car le président Jean-Louis Triaud souhaite le faire revenir : 

« Sans le véto de M6, je venais à Bordeaux en juin 2005. Et j'avoue que ma déception avait été forte car, premièrement, on s'était mis d'accord sur tout avec les dirigeants et, deuxièmement, j'avais déjà pensé à deux, trois idées fortes pour le recrutement. Ce fut donc une double désillusion d'autant que je pensais aussi une troisième fois qu'il s'agissait de la bonne intersaison pour y aller. »

— Rolland Courbis
Il reste toutefois à l'ACA, convaincu par le président, les joueurs et les supporters, mais cette saison sera difficile, en début de saison dans les coulisses, le club est menacé de rétrogradation en National s'il ne met pas son stade en conformité puis se voit retirer 25 % de ses droits TV à cause de ce problème de stade. Sportivement, il ne gagne que 2 matchs en championnat pendant la première partie de saison et est démis de ses fonctions en janvier 2006.

### Montée en Ligue 1 avec le Montpellier HSC (2007-2009)
Après un championnat catastrophique, le Montpellier Hérault Sport Club de Louis Nicollin, 18e de Ligue 2 après 34 journées, décide de se séparer de son entraîneur Jean-François Domergue le 23 avril 2007 et de le remplacer par Rolland Courbis. En l'espace de quatre matches, il maintient donc Montpellier en Ligue 2. La Française des Jeux et plusieurs bookmakers avait décidé de ne pas prendre de paris sur la rencontre Ajaccio-Montpellier. Ce match, qui voit l'entraîneur Rolland Courbis se déplacer avec les Héraultais en lutte pour le maintien chez son ancien club en roue libre, les rend méfiants. Tous évoquent une mesure de précaution face aux interrogations que font naître cette rencontre. Officiellement, personne ne soupçonne personne, mais une source anonyme citée par l'AFP assure qu'il y a un lien entre le retour de Courbis à Ajaccio et le retrait des paris.
Le soupçon vient du fait que Rolland Courbis, condamné à de la prison ferme et à cinq ans d'interdiction d'exercer une activité dans le football dans l'affaire des transferts suspects de Marseille, a laissé d'excellents souvenirs à Ajaccio qui, eux, ont déjà assuré leur maintien et ne peuvent plus monter en L1. En cas de succès en Corse, Montpellier pouvait sortir de la zone de relégation. À la suite de ce match contre Ajaccio, ceux qui avaient soupçonné un match truqué ont été sévèrement traités par Rolland Courbis de « putes » et par Louis Nicollin de « pédés ».
Il prolonge son contrat de deux saisons avec pour objectif la montée en Ligue 1 que le club héraultais n'a plus connu depuis 2004, pour le championnat, il recrute trois joueurs qu'il a connu à Ajaccio Abdelnasser Ouadah, Nenad Dzodic et Grégory Lacombe plus Souleymane Camara mais échoue dans sa mission en faisant une saison très moyenne (8e du championnat).
Il redémarre le championnat avec le même objectif en recrutant Tino Costa, Lilian Compan, Xavier Collin, Joris Marveaux ou encore Garry Bocaly. Il permet alors à Montpellier de gagner in extrémis la deuxième place synonyme de montée, à l'issue d'une victoire 2-1 contre Strasbourg son concurrent direct qu'il dépasse d'un petit point lors de la 38e et ultime journée. Cette saison n'a pas été facile pour lui puisqu'il a été menacé de licenciement à deux reprises en début de championnat (3 défaites en 6 matchs) et à 6 journées de la fin du championnat quand Montpellier était à 6 points de la montée.
Cependant même avec la montée, Rolland Courbis décide d'arrêter l'aventure montpelliéraine et est remplacé par René Girard.

### Retour au football? (2009-2012)
Contacté par la Fédération camerounaise de football, il est pressenti pour sélectionner les Lions Indomptables. Les contacts n'aboutiront finalement pas.
Pendant son incarcération (de septembre 2009 à février 2010), il est contacté par Gilbert Stellardo, le président de l'OGC Nice pour devenir son conseiller sportif.
Dès son retour en liberté, il est pressenti dans de nombreux clubs, à Nice en tant qu'entraîneur et au RC Strasbourg où il reçoit une proposition de conseiller sportif, en plein direct dans son émission de radio, venant de la part d'Alain Fontenla (propriétaire du club).
À l'intersaison 2010, le président Jean-Louis Triaud, qui avait déjà fait revenir Courbis à Bordeaux en 1996, pense à lui une nouvelle fois pour prendre la tête des Girondins de Bordeaux et remplacer Laurent Blanc devenu sélectionneur de l'équipe de France mais comme en 2005, le propriétaire du club Nicolas de Tavernost s'oppose à la venue de Courbis car il ne reprend pas par principe d’anciens salariés. Quelques mois plus tard on l'annonce à la tête de la sélection algérienne. Pendant l'hiver 2010, il refuse deux propositions à l'étranger, le club suisse du FC Sion et le club grec de l'AO Kavala. En février 2011, plusieurs médias l'annoncent de nouveau à Bordeaux ou à Nice.
En septembre 2011, le directeur sportif de l'AS Monaco Jean-Luc Buisine lui demande de prendre les commandes du club, ce qu'il accepte. Son arrivée était quasi acquise avant que le Prince Albert II ne privilégie finalement la piste menant à Marco Simone. En octobre, il est en discussions avec le club algérien de l'USM Alger.
Le 23 novembre 2011, dans une interview parue dans L'Équipe, Patrick Governatori, actionnaire à 22 % de l'OGC Nice juge inutile le remplacement de l'entraîneur Éric Roy par son adjoint René Marsiglia.

« C'est prendre les gens pour des cons. C'est mettre une jambe de bois à la place d'une jambe de plâtre. Seul un entraîneur confirmé comme Rolland Courbis serait la solution. »

— Patrick Governatori

### Nouvel exil au Niger, au FC Sion et à l'USM Alger (2012-2013)
Le 17 décembre 2011, il devient conseiller technique de l'équipe du Niger de football pour la Coupe d'Afrique des nations 2012 qui se déroule au Gabon et en Guinée équatoriale.
Dans un groupe difficile avec le pays organisateur Gabonais, la Tunisie et le Maroc, le Niger se fait logiquement éliminer au premier tour avec trois défaites en autant de rencontres.
Quelques mois après la CAN 2012, la Fédération nigérienne de football engage Rolland Courbis comme sélectionneur 
de la Mena mais en juin 2012, il démissionne.
Fin avril 2012, Courbis est approché par les dirigeants du FC Sion après le licenciement de Laurent Roussey. Les deux parties se mettent vite d'accord et l'entraîneur français devient celui du club suisse jusqu'à la fin de la saison. Après n'avoir pris place que deux fois sur le banc, contre Lausanne (0-1) et contre le Grasshopper Zurich (3-2) et ne disposant pas de la licence UEFA Pro pour entraîner en Super League, Rolland Courbis quitte le club.

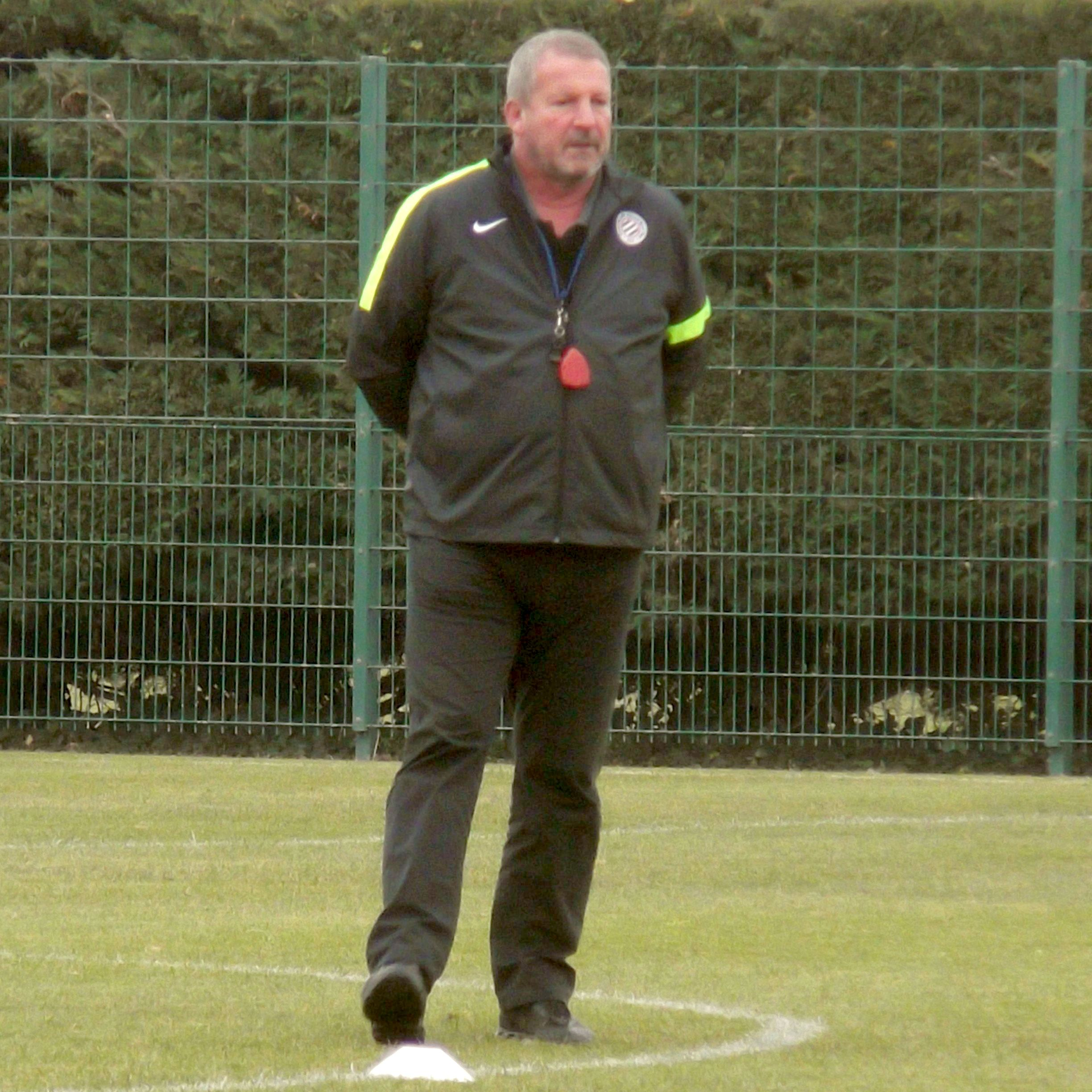
Courbis lors d'une séance d'entraînement avec Montpellier en 2013.

Le 24 octobre 2012, Rolland Courbis signe un contrat de dix-huit mois avec le club algérien de l'USM Alger.
Le 1er mai 2013, il remporte la Coupe d'Algérie en battant en finale le MC Alger (1-0). Quinze jours plus tard, il remporte son second titre avec le club algérois, la Coupe de l'UAFA contre les koweïtiens d'Al-Arabi grâce à une victoire 3-2 lors de la finale retour après avoir fait un match nul et vierge à l'aller.
Il quitte l'USMA le 3 novembre 2013.

### Retour en Ligue 1 pour le Montpellier HSC (2013-2015)
Le 9 décembre 2013, Rolland Courbis est de retour à Montpellier qui évolue désormais en Ligue 1. Il succède à Jean Fernandez qui avait démissionné deux jours plus tôt. Son contrat porte sur une durée de deux ans et demi.
Il démissionne de ses fonctions le 23 décembre 2015.

### Dernières expériences au Stade Rennais, au SM Caen et au SC Sète (2016-2022)
Le 12 janvier 2016, moins de trois semaines après son départ à Montpellier, il devient conseiller sportif du président du Stade rennais, René Ruello. Huit jours plus tard, le 20 janvier 2016, il est nommé officiellement entraîneur du Stade rennais, en remplacement de Philippe Montanier. Rolland Courbis reste l'entraîneur du Stade rennais durant cinq mois, jusqu'à la nomination de Christian Gourcuff à ce poste, en mai 2016.
En février 2019, Rolland Courbis s'engage jusqu'à la fin de saison avec le SM Caen en tant qu'entraîneur, en collaboration Fabien Mercadal, déjà en place lors de son arrivée. En difficulté, le club normand est relégué en fin de saison en finissant à la 19e place de Ligue 1.
En avril 2022, il vient en aide à Nicolas Guibal, entraîneur du SC Sète, pour maintenir le club en National, à quatre journées du terme de la saison. Avec deux victoires et deux défaites sous le tandem Guibal-Courbis, le club se maintient de justesse en National pour la saison 2022-2023.

## Bilan d'entraîneur
| Saison    | Équipe                 | Championnat  | Classement | M.j. | G  | N  | P  | Bp | Bc | Diff | % Vic.  | Coupe nationale | Coupe de la Ligue | Coupe continentale | Coupe arabe      |
| --------- | ---------------------- | ------------ | ---------- | ---- | -- | -- | -- | -- | -- | ---- | ------- | --------------- | ----------------- | ------------------ | ---------------- |
| 1986-1987 | Sporting Toulon Var    | Division 1   | 15e        | 23   | 9  | 9  | 5  | -  | -  | -    | 39,1 %  | 32e de finale   | N/A               | N/A                | N/A              |
| 1987-1988 | Sporting Toulon Var    | Division 1   | 5e         | 38   | 14 | 13 | 11 | 41 | 26 | +15  | 36,8 %  | 16e de finale   | N/A               | N/A                | N/A              |
| 1988-1989 | Sporting Toulon Var    | Division 1   | 11e        | 38   | 12 | 14 | 12 | 30 | 29 | +1   | 31,5 %  | 8e de finale    | N/A               | N/A                | N/A              |
| 1989-1990 | Sporting Toulon Var    | Division 1   | -          | 23   | 7  | 8  | 8  | -  | -  | -    | 30,4 %  | N/A             | N/A               | N/A                | N/A              |
| 1991-1992 | US Endoume Marseille   | Division 3   | 3e         | 30   | 19 | 4  | 7  | 63 | 43 | +20  | 63,3 %  | 5e tour         | N/A               | N/A                | N/A              |
| 1992-1993 | Girondins de Bordeaux  | Division 1   | 4e         | 38   | 18 | 12 | 8  | 42 | 25 | +17  | 47,3 %  | Quart de finale | N/A               | N/A                | N/A              |
| 1993-1994 | Girondins de Bordeaux  | Division 1   | 4e         | 38   | 19 | 8  | 11 | 54 | 37 | +17  | 50 %    | 8e de finale    | N/A               | 8e de finale (C3)  | N/A              |
| 1994-1995 | Toulouse FC            | Division 2   | 4e         | 42   | 22 | 11 | 9  | 69 | 43 | +26  | 52,3 %  | 8e tour         | Quart de finale   | N/A                | N/A              |
| 1995-1996 | Toulouse FC            | Division 2   | -          | 18   | 8  | 3  | 7  | 19 | 16 | +3   | 44,4 %  | N/A             | 32e de finale     | N/A                | N/A              |
| 1996-1997 | Girondins de Bordeaux  | Division 1   | 4e         | 38   | 16 | 15 | 7  | 59 | 42 | +17  | 42,1 %  | Quart de finale | Finale            | N/A                | N/A              |
| 1997-1998 | Olympique de Marseille | Division 1   | 4e         | 34   | 16 | 9  | 9  | 47 | 27 | +20  | 47 %    | 8e de finale    | Quart de finale   | N/A                | N/A              |
| 1998-1999 | Olympique de Marseille | Division 1   | 2e         | 34   | 21 | 8  | 5  | 56 | 28 | +28  | 61,7 %  | 16e de finale   | 16e de finale     | Finale (C3)        | N/A              |
| 1999-2000 | Olympique de Marseille | Division 1   | -          | 16   | 5  | 7  | 4  | 21 | 15 | +6   | 31,25 % | N/A             | N/A               | 8e de finale (C1)  | N/A              |
| 2000-2001 | RC Lens                | Division 1   | -          | 26   | 8  | 8  | 10 | 56 | 28 | +28  | 30,7 %  | 32e de finale   | 8e de finale      | 3e tour (CI)       | N/A              |
| 2001-2002 | AC Ajaccio             | Division 2   | Champion   | 38   | 20 | 12 | 6  | 47 | 25 | +27  | 52,6 %  | 16e de finale   | 32e de finale     | N/A                | N/A              |
| 2002-2003 | AC Ajaccio             | Ligue 1      | 17e        | 38   | 9  | 12 | 17 | 29 | 49 | -20  | 23,6 %  | 16e de finale   | 16e de finale     | N/A                | N/A              |
| 2004      | Alania Vladikavkaz     | Premier-Liga | -          | 22   | 6  | 5  | 11 | -  | -  | -    | 27,2 %  | 8e de finale    | N/A               | N/A                | N/A              |
| 2004-2005 | AC Ajaccio             | Ligue 1      | 14e        | 27   | 9  | 10 | 8  | 30 | 24 | +6   | 33,3 %  | 16e de finale   | 16e de finale     | N/A                | N/A              |
| 2005-2006 | AC Ajaccio             | Ligue 1      | -          | 21   | 2  | 7  | 12 | 10 | 27 | -17  | 9,5 %   | 16e de finale   | Quart de finale   | N/A                | N/A              |
| 2006-2007 | Montpellier HSC        | Ligue 2      | 15e        | 4    | 2  | 1  | 1  | 5  | 3  | +2   | 50 %    | N/A             | N/A               | N/A                | N/A              |
| 2007-2008 | Montpellier HSC        | Ligue 2      | 8e         | 38   | 14 | 12 | 12 | 43 | 32 | +11  | 36,8 %  | 16e de finale   | 8e de finale      | N/A                | N/A              |
| 2008-2009 | Montpellier HSC        | Ligue 2      | 2e         | 38   | 19 | 9  | 10 | 61 | 36 | +25  | 50 %    | 32e de finale   | 8e de finale      | N/A                | N/A              |
| 2011-2012 | FC Sion                | Super League | 9e         | 2    | 1  | 0  | 1  | 3  | 3  | 0    | 50 %    | N/A             | N/A               | N/A                | N/A              |
| 2012-2013 | USM Alger              | Ligue 1      | 4e         | 23   | 13 | 4  | 6  | 25 | 9  | +16  | 56,5 %  | Vainqueur       | N/A               | 8e de finale (C3)  | Vainqueur (UAFA) |
| 2013-2014 | USM Alger              | Ligue 1      | -          | 10   | 4  | 4  | 2  | 10 | 7  | +3   | 40 %    | N/A             | N/A               | N/A                | N/A              |
| 2013-2014 | Montpellier HSC        | Ligue 1      | 15e        | 21   | 6  | 8  | 7  | 27 | 30 | -3   | 28,5 %  | 8e de finale    | N/A               | N/A                | N/A              |
| 2014-2015 | Montpellier HSC        | Ligue 1      | 7e         | 38   | 16 | 8  | 14 | 46 | 39 | +7   | 42,1 %  | 32e de finale   | 16e de finale     | N/A                | N/A              |
| 2015-2016 | Montpellier HSC        | Ligue 1      | -          | 19   | 6  | 4  | 9  | 22 | 25 | -3   | 31,5 %  | N/A             | 16e de finale     | N/A                | N/A              |

## Palmarès d'entraîneur
- Vainqueur du Championnat de France de D2 en 2002 avec l'AC Ajaccio
- Vainqueur de la Coupe d'Algérie en 2013 avec l'USM Alger
- Vainqueur de la Coupe de l'UAFA en 2013 avec l'USM Alger
- Finaliste de la Coupe UEFA en 1999 avec l'Olympique de Marseille
- Finaliste de la Coupe de la Ligue en 1997 avec les Girondins de Bordeaux
- Vice-champion de France de L2 en 2009 avec Montpellier HSC
- Vice-champion de France de D1 en 1999 avec l'Olympique de Marseille

## Carrière de consultant et animateur radio
En janvier 2005, Rolland Courbis rejoint RMC et est chroniqueur dans Larqué Foot. À la rentrée, RMC lui confie sa propre émission Coach Courbis, faisant de lui l'un des nouveaux poids lourds de la station. En 2006, il devient intervenant dans l'After Foot qui se déroule après chaque match sur RMC,.
À la rentrée 2008, il refuse de rejoindre Europe 1.
Le 25 avril 2009, il devient co-animateur de l'émission consacrée aux paris sportifs Les Paris RMC chaque samedi à 10h avec Vincent Moscato, Christophe Paillet, Luis Fernandez et Éric Di Meco.
Le 20 septembre 2009, à la suite de l'arrestation de Rolland Courbis (voir ci-dessous), le directeur général de RMC Sport François Pesenti décide de le suspendre d'antenne pour la durée de son incarcération.
À sa sortie de prison, il reprend ses fonctions de consultant/animateur radio sur RMC après 5 mois d'absence, le 16 février 2010.
Pendant la Coupe du monde 2010, il rejoint BFM TV, chaîne d'information en continu du groupe NextRadioTV qui abrite RMC mais aussi BFM TV.
À la rentrée 2012, l'émission Coach Courbis revient sous le nom de l'Intégrale Foot. Larqué Foot et Les Paris RMC sont également supprimées de la grille des programmes de RMC et sont remplacées par Les Grandes Gueules du sport de Gilbert Brisbois et Serge Simon chaque samedi et dimanche matin, émission dans laquelle Rolland Courbis est chroniqueur.
En fonction dans des clubs de Ligue 1 entre décembre 2013 et mai 2016, Rolland Courbis intervient sur les antennes de RMC et BFM TV de façon épisodique.
À partir de la rentrée 2016, Rolland Courbis collabore avec la nouvelle chaîne RMC Sport (anciennement SFR Sport). Il participe notamment aux émissions Le vestiaire sur RMC Sport 1, Manu & Coach (remplacé par le Super Football Show en 2017), Larqué Foot et Les Grandes Gueules du sport diffusées sur RMC. En 2018, RMC réorganise ses soirées foot : de 20h à minuit, la station diffuse le RMC Football Show. Il est notamment composé de la Conf de Coach du mardi au jeudi de 20h à 21h. Courbis intervient également la nouvelle émission RMC Sport Show le samedi de 19h à 22h avec Jean-Christophe Drouet, Denis Charvet et Stephen Brun.
De nouveau en poste dans un club de Ligue 1, le 15 mars 2019, Rolland Courbis décide de mettre en parenthèse ses activités de consultant pour pouvoir se consacrer uniquement au maintien du SM Caen. Il est remplacé par Jean-Michel Larqué dans le RMC Football Show, et Ludovic Obraniak dans le RMC Sport Show et Les Grandes Gueules du sport.

### Autres
Lors de la coupe du monde 1998, il commente certains matchs en compagnie de Denis Balbir sur Canal+.
En septembre 2005, TF1 s'interesse à Rolland Courbis pour la coupe du monde 2006, mais en mars 2006, il fait face à un procès où il est soupçonné d'avoir profité d'irrégularités dans l'affaire des transferts suspects de l'OM (voir ci-dessous). Il signe finalement à TPS, où il fut chroniqueur dans Le Monde est Foot sur TPS Foot, émission présentée par Christophe Josse.
En septembre 2007, il est recruté comme consultant par France 2 dans l'émission dominicale consacrée à la LFP, France 2 Foot présentée par Denis Balbir avec Philippe Lucas et Guy Carlier notamment.
Le 28 juillet 2011, il rejoint CFoot où il participe chaque lundi aux côtés de Jean-Michel Larqué, à l'émission C Le Talk animée par David Astorga et Julie Raynaud. La chaîne cesse d'émettre fin mai 2012.
Depuis la rentrée 2024, tout en continuant ses activités sur RMC, il est chroniqueur dans L'Équipe du soir chaque lundi sur La chaîne L'Équipe.

## Affaires judiciaires

### Affaire de la caisse noire du SC Toulon
Rolland Courbis a été l'entraîneur du SC Toulon de 1986 à 1990. Courbis a la mainmise sur les transferts et de nombreux accords avec Marseille ont lieu. À cette époque, les mouvements de transferts s'accélèrent au Sporting, Bernard Pardo ou encore Laurent Roussey rejoignent le club. Les saisons suivantes, d'autres pointures comme Joseph-Antoine Bell, Philippe Fargeon ou Philippe Anziani arrivent à leur tour. Le Sporting vit au-dessus de ses moyens et c'est ainsi qu'éclate l'affaire de la caisse noire de Toulon. Déjà, à l'époque, Rolland Courbis avait la vie belle en parcourant les casinos de la région.
Cette affaire qui éclate au grand jour en 1990 explique le maintien de Toulon au sein de l'élite du football français. En effet, une réserve d'argent a été accumulée à l'insu du fisc et gérée selon une comptabilité clandestine à partir de rentrées financières non déclarées. Courbis et Eric Goiran, directeur administratif du club, sont incarcérés et inculpés pour malversations financières et fausses factures.
Selon l'entraîneur, le club avait besoin d'une caisse noire pour pouvoir jouer au plus haut niveau.

« J'avais le choix entre mourir de faim ou voler pour manger, j'ai volé pour manger »

— Rolland Courbis
Une somme de 13,6 millions de francs aurait été détournée à l'occasion de transferts de joueurs. Le déficit du club chiffré à 5,5 millions de francs en 1988 a enflé jusqu'à atteindre 70,1 millions de francs en 1990. Mis en examen en 1991 pour faux en écritures de commerce, abus de confiance et recel, il sera écroué pendant 98 jours.
En 1993, la justice rétrograde administrativement le club de D2 en National. En février 1995, Courbis est condamné à trois ans de prison avec sursis et 300 000 francs d'amende.

### Affaire de baronnage du Palm Beach
C'est aux côtés de sa compagne, la comtesse Marie-Louise Rizzoli, que Rolland Courbis ramasse 1,6 million de francs à la roulette de Beaulieu.

« Le problème au casino, c'est que quand tu perds, tu as des ennuis avec ton banquier, et quand tu gagnes c'est avec la police. »

— Rolland Courbis
Au printemps de 1990, avec la comtesse, il est inculpé d'infraction à la législation sur les jeux, dans l'affaire de baronnage du Palm Beach. On les soupçonne d'avoir truqué des jeux au casino de Nice, d'être de mèche avec des croupiers et d'avoir raflé plusieurs millions sous la table. Il aura donc une interdiction d'accès aux casinos français. Mais en janvier 1996, la cour d'appel d'Aix-en-Provence confirme la relaxe pour Courbis et sa compagne, dans cette affaire de fraude au casino Palm Beach de Cannes.

### Affaire Rutily
En 1996, Courbis est blessé par balle dans l'assassinat de Dominique Rutily, membre présumé du Gang de la brise de mer, à Hyères dans le Var et président du Football Club de Calvi. Il avait pour ambition de reprendre l'OGC Nice et Rolland Courbis était son conseiller technique.
Le 29 mars 1996, alors que les deux venaient d'assister à la rencontre entre Calvi et l'équipe d'Hyères, c'est en regagnant sa voiture que Rutily est tombé dans une embuscade tendue par quatre hommes, armés de calibres 9 mm et 11,43 mm. Touché de plusieurs balles à la tête, il est mort sur le coup. Courbis, atteint à l'abdomen d'une balle qui a ricoché sur le bitume, a été transporté à l'hôpital. Il a été opéré immédiatement et les médecins estiment que ses jours ne sont pas en danger. Les agresseurs ont pris la fuite sans être inquiétés.
L'enquête a été confiée au SRPJ de Marseille. Pour les policiers, Rutily aurait été victime d'un règlement de comptes lié au banditisme. Le président du club corse était en effet un personnage important du milieu corse. Outre ses fonctions dans le football, il était le patron d'une discothèque, le Challenger, à L'Ile-Rousse. Il déclarait également un troupeau d'une vingtaine de vaches, lui donnant droit aux primes européennes. Condamné, en 1990, par la cour d'assises de Nice à quatre ans de prison pour une attaque à main armée commise en 1987, Rutily passait pour l'un des barons de la « Brise de mer », une bande de voyous née une vingtaine d'années auparavant et qui avait l'habitude de se réunir dans un bar dont elle a pris le nom, sur le vieux port de Bastia.

### Affaire des comptes de l'OM
En mars 2006, il fait face à un procès : il est soupçonné d'avoir profité d'irrégularités dans les transferts de certains joueurs de l'Olympique de Marseille. Puis, il est condamné le 9 juin 2006 par le tribunal correctionnel de Marseille à deux ans de prison dont dix-huit mois avec sursis, 375 000 euros d'amende et cinq ans d'interdiction d'exercer une activité dans le milieu du football pour abus de biens sociaux, complicité d'abus de biens sociaux, faux et usage de faux et complicité de faux, au sujet des comptes de l'OM. Il doit effectuer en outre dix-huit mois supplémentaires pour révocation partielle du sursis pour des condamnations précédentes. Il fait immédiatement appel. Pour la même affaire, Robert Louis-Dreyfus, actionnaire principal de l'OM, est condamné à trois ans de prison avec sursis et 375 000 euros d'amende pour abus de biens sociaux.
Le 17 octobre 2007, dans le procès en appel au sujet des comptes de l'OM, il est condamné à deux ans de prison ferme. Le 18 octobre, il se pourvoit en cassation. La longue saga juridique prend fin le mercredi 22 octobre 2008 : Rolland Courbis écope de deux ans de prison ferme. Robert Louis Dreyfus écope, lui de dix mois de prison avec sursis. Cependant, selon le site de la radio RMC, il pourrait échapper à la prison. En effet, ayant déjà effectué une peine préventive de 3 mois de prison, il passe sous la barre des 24 mois et pourrait bénéficier de la loi contre la surpopulation carcérale.
Néanmoins, le 19 septembre 2009, il est interpellé au Stade Vélodrome lors du match Marseille-Montpellier, qu'il devait commenter, et mis en garde à vue à l'hôtel de police de Marseille, en vue d'une incarcération. Il est incarcéré aux Baumettes le 20 septembre mais dès le 23 septembre on apprend que Maître Monneret étudie les effets d'une loi qui devrait être adoptée prochainement par l'Assemblée Nationale et qui prévoit des aménagements de peine pour les individus condamnés à moins de deux ans de prison. Courbis, condamné à 21 mois de prison, pourrait donc en bénéficier. À sa demande, il est transféré, le 5 octobre, à la prison de Villeneuve-lès-Maguelone, près de Montpellier.
Sur décision du juge d’application des peines du tribunal de Montpellier, Rolland Courbis est libéré le 12 février 2010 mais devra porter un bracelet électronique dans le cadre de l'aménagement des peines. Le 28 mai 2010, Rolland Courbis est autorisé par le juge d'application des peines à poser son bracelet. Il est donc définitivement libre.

### Recel d'abus de biens sociaux
En 2014, au terme d'une comparution avec reconnaissance préalable de culpabilité, il est condamné à 30 000 € d'amende pour recel d'abus de biens sociaux.

## Image publique
En 1980, Rolland Courbis rencontre la comtesse Marie-Luisa Rizzoli (veuve du magnat italien de la presse et ancien président du Milan AC, le comte Andrea Rizzoli) à Milan qui l'initie à la jet-set et aux casinos. Ensemble, ils partagent une existence dorée, une somptueuse villa à Saint-Jean-Cap-Ferrat, des bolides italiens et l'amour des tapis verts. Il répond à tous ses détracteurs de la manière suivante :

« Que veut-on ? Que je m'excuse ? Bien ! Je m'excuse. Oui, j'ai rencontré une jeune fille belle, riche, intelligente, célèbre. C'est promis, la prochaine, je la choisirai moche, conne et fauchée. OK, je m'excuse. »

Rolland Courbis voit sa marionnette créée dans Les Guignols de l'info au cours de son passage à l'Olympique de Marseille entre 1997 et 1999 et il est caricaturé en une personne « pagnolesque ».
Personnage truculent, son franc-parler, ses coups de gueule et sa force de conviction ont fait sa célébrité et un « bon client » pour les émissions de télévision, si bien qu'il est souvent invité sur les plateaux pour parler de football. Séduit par la notoriété, Rolland Courbis répond volontiers aux invitations des médias, invité dans les émissions de pure variété généralement dévolues aux artistes ou même aux politiciens (Ciel, mon mardi !, Tout le monde en parle, Nulle part ailleurs, Le Plus Grand Cabaret du monde, Vie privée, vie publique,, On ne peut pas plaire à tout le monde, On a tout essayé, T'empêches tout le monde de dormir, L'Arène de France, Morandini !, On n'est pas couché, Bourdin Direct, Salut les Terriens ou encore C à vous).
En 1998, à l'occasion de la coupe du monde, il apparaît comme comédien avec « Paga » dans une série de programmes courts comiques écrits par Philippe Guillard et diffusés sur Canal+, il joue une parodie d'Astérix et Obélix qui se nomme « Courbix et les Romains ». Il sera sociétaire dans les Grosses Têtes de RTL. En 2002, il fait une apparition dans le film Trois Zéros de Fabien Onteniente. À l'occasion des Téléfoot Awards 2009, Rolland Courbis joue une parodie de Dr House avec Patrick Vieira qui se nomme « Dr Courbis » dans le cadre d'un faux reportage de 50 minutes inside.
Rolland Courbis est celui qui a attribué le surnom « Zizou » à Zinédine Zidane lors de sa période bordelaise.
Sportivement, Rolland Courbis a la réputation d'être un entraîneur qui ne gagne jamais notamment depuis la saison 1998-1999 avec l'OM où il perd le titre de champion de France dans les dernières minutes du championnat au Parc des Princes (stade de l'ennemi parisien) ; cette saison-là, il perd aussi une finale de coupe d'Europe. Auparavant, malgré ses bonnes saisons girondines (3 fois 4e du championnat), il perd une finale de coupe de la Ligue en 1997 aux tirs au but.
Surnommé « Coach Courbis » sur RMC, ses réparties, ses formules toute faites (« On peut le siffler comme on peut ne pas le siffler », « Je n'ai pas la prétention de… mais je connais un minimum le football », « C'est con ce que je vais te dire », « Je peux me tromper », « Qu'est ce qu'il y a comme blessés », « Tu as bon goût », « Avec de l'argent, tu n'es pas sûr de réussir mais sans argent tu es sûr d'échouer », etc.) et ses divergences avec l'éditorialiste Daniel Riolo expliquent une partie de son succès au micro. On connaît ses prises de position pour contester la victoire à trois points et les prolongations. Contrairement à ses collègues de L'After, Rolland Courbis est formellement pour un arbitrage vidéo dans le football. Dans l'émission Les Paris RMC consacrée aux paris sportifs, il est aussi connu pour souvent effectuer un double choix ou chance double, c'est-à-dire le pari de l'assurance qui a été baptisé la « Courbissade ».
Le 20 octobre 2013, une polémique naît d'une interview de Patrice Évra accordée à l'émission Téléfoot. Le joueur s'en prend violemment à plusieurs consultants sportifs dont Rolland Courbis (« Roland Tournevis, sur RMC, il ne fait que parler ») mais aussi Bixente Lizarazu, Pierre Ménès et Luis Fernandez. Il dénonce leur acharnement contre lui et évoque l'affaire Knysna : « Tous ceux-là, si tu mets Rama Yade arrière gauche, ils vont dire qu'elle est meilleure qu'Évra  ».

## Famille
Rolland Courbis est le père de deux enfants :
- Stéphane, né en 1974, agent de joueurs[118],[119] ;
- Olivia, née en 1993, danseuse et actrice[120],[121].

## Publications
- Rolland Courbis, Pourquoi mentir, Neuilly-sur-Seine, Michel Lafon, 2007, 325 p. (ISBN 978-2-7499-0754-3)
- Rolland Courbis, Complètement foot, Neuilly-sur-Seine, Michel Lafon, 2018, 239 p. (ISBN 978-2-7499-3675-8)

## Filmographie
- 2002 : Trois Zéros de Fabien Onteniente : Entraîneur de Beşiktaş
- 2013 : Turf de Fabien Onteniente : lui-même
- 2024 : Quatre Zéros de Fabien Onteniente : lui-même

## Vidéographie
- 2013 : Les scandales du sport : La caisse noire de Toulon d'Emmanuelle Sudre, diffusé sur Toute l'Histoire et L'Équipe 21
- 2016 : L'Équipe Enquête : Rolland Courbis, les mille et une vies de Fabien Touati, diffusé sur L'Équipe 21